# Landseer
El Landseer (tipus Continental-Europeu) és una raça de gossos. Molts clubs canins consideren el Landseer simplement com una variant blanca i negra del Terranova, però la FCI (Federació Cinològica Internacional) la reconeixen com una raça diferenciada.

## Història
Tant els Terranova com els Landseer descendeixen dels gossos utilitzats pels pescadors de la regió de Terranova i Labrador del Canadà. Es considera que aquests gossos són descendents de gossos d'aigua i gossos de guarda de bestiar importats per vaixells pesquers portuguesos i bascos. A l'època victoriana, els gossos de Terranova en blanc i negre eren més populars que la coloració negra sòlida, i van ser objecte d'una sèrie d'artistes del segle xix com Sydenham Edwards, Philip Reinagle, Samuel Jones i el més famós Edwin Henry Landseer (1802-1873), el nom del qual es va utilitzar per descriure Terranova en blanc i negre ja el 1896.Al segle XX la coloració negra sòlida es va popularitzar i va suplantar els animals bicolors, tant que a la dècada de 1930 es va fer un esforç concertat per recrear els gossos que es veuen a les pintures de Landseer. Els esforços d'aquests criadors van donar lloc a la raça Landseer. A Gran Bretanya i Amèrica del Nord, els gossos de colors Landseer es consideren una varietat de la raça Terranova, però el 1976 es va crear un club de raça per a gossos de color Landseer a Alemanya. Aviat van seguir clubs similars a Bèlgica i Holanda, i ara es consideren una raça separada a l'Europa continental amb un reconeixement separat de la FCI.

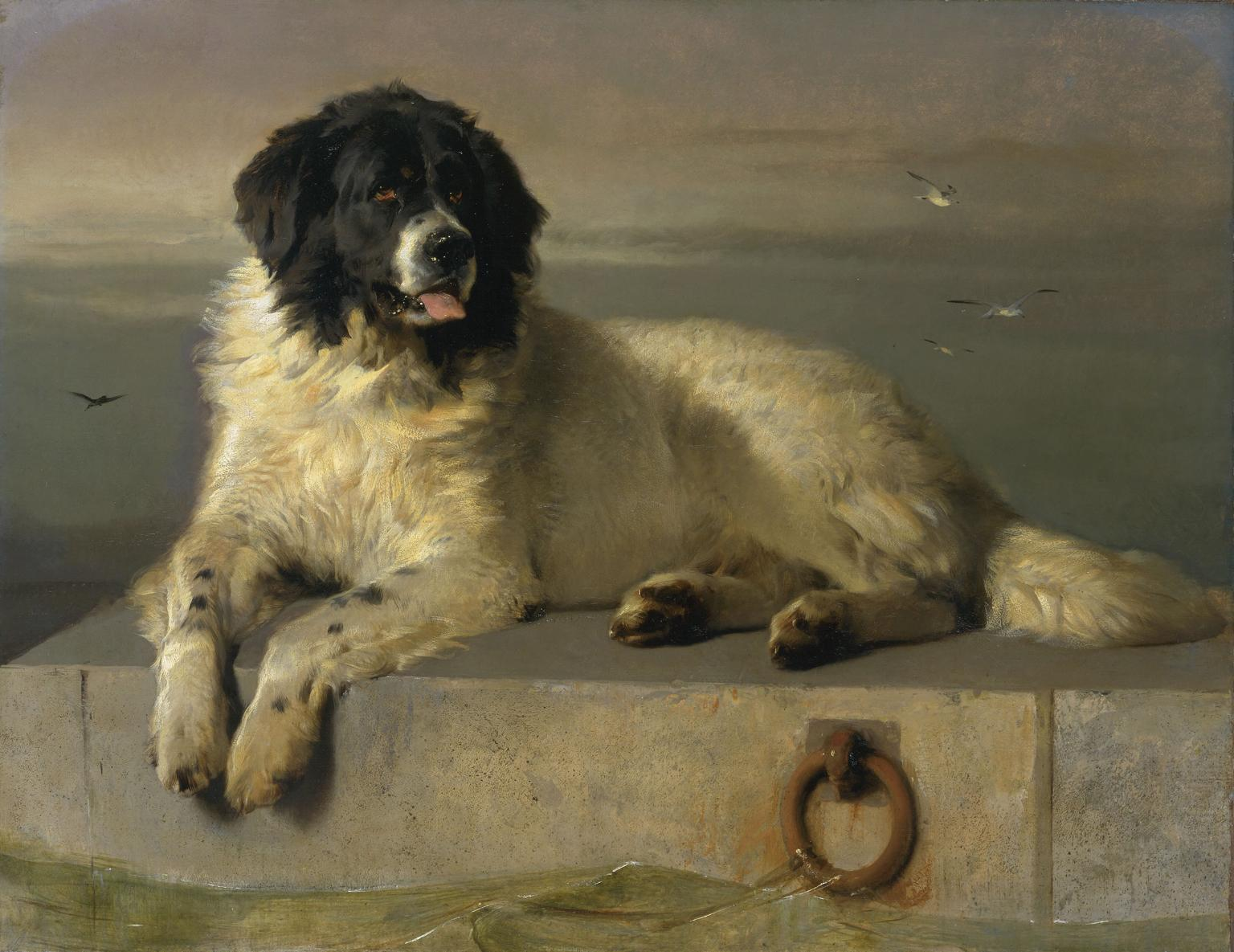
El membre distingit de la societat humana, d'Edwin Henry Landseer (1838)